# John Alexander (Saxophonist)
John Whitesides Alexander (* 3. Mai 1948 im Gaston County; † 19. November 2017 in Gastonia, North Carolina) war ein US-amerikanischer Jazzmusiker (Saxophon, Klarinette, Arrangement, Komposition).

## Leben und Wirken
Alexander besuchte die Hunter Huss High School, anschließend das  Erskine College, das er 1970 mit magna cum laude abschloss und wo er mit dem American Legion Award ausgezeichnet wurde. Seinen Militärdienst leistete er 1970–73 bei der US-Army ab; in dieser Zeit spielte er in der 282nd Army Band in Fort Jackson, South Carolina und in der 8th Army Band in Seoul. Nach seiner Entlassung aus der Armee studierte er Musikpädagogik an der University of North Carolina at Charlotte (Abschluss 1974), anschließend absolvierte er das  Masterstudium in Jazzpädagogik an der University of Miami (Abschluss 1977). In Florida arbeitete er mit Ira Sullivan, der eine Studentenband leitete, zu hören auf dem Album Strings Attached (Pausa Records 1985), das 1982/83 entstand und für das er auch komponierte. 1992 kehrte er in seine Heimatstadt Gastonia bei Charlotte zurück und war dort als Musikpädagoge tätig, u. a. auch als musikalischer Leiter multiethnischer Projekte, wie Harmony Services (1998/99) und Celebrating Unity (2002). Als Mitglied des Quartetts von Ron Brendle trat er 1999 in Okinawa auf; im Folgejahr spielte er in Gotha, der Partnerstadt von Gastonia.
Mit dem Pianisten Gary Marcus nahm Alexander 1994 das Album Brothers und im selben Jahr mit der Sängerin Toshiko Watabe das Album Out of Nowhere auf. Des Weiteren war er an der Produktion einer DVD (A Rhythm and Blues Revival) über R&B-Bands beteiligt, die in Gastonia in den 1960er- und 70er-Jahren spielten, darunter The Counts, denen er selbst angehört hatte. Unter eigenem Namen legte er die Alben You Need ’Dis und Many Hands vor, die Eigenkompositionen enthielten; 2004 erschien sein Gospel-Album Debt to Heaven. Sein letztes Album Big Octave legte er 2005 mit dem gleichnamigen Trio vor, in dem er mit dem Bassisten Ron Brendle und Schlagzeuger Chris Garges arbeitete. In der Musikszene Charlottes arbeitete er außerdem mit Dan Ramsey (Gentle Giants, 2002), dem Charlotte Jazz Orchestra, den Monday Night All Stars und mit der Band Rhythm Plus Latin Jazz, die im örtlichen Ritz Hotel auftrat. Seine Komposition Stargazer findet sich auf dem Album On Fire (Palo Alto Records 1982) von Les Demerle. Weiterhin komponierte er den Titelsong für das Album Melts In Your Mouth der Atlantean Driftwood Band.
Im Bereich des Jazz listet Tom Lord zwischen 1983 und 2005 sechs Aufnahmesessions mit ihm.